# Jaquelin Roy
Jaquelin Roy (Baton Rouge, Luisiana; 22 de octubre de 2000) es un jugador profesional estadounidense de fútbol americano, se desempeña en la posición de defensive tackle en Minnesota Vikings, en la National Football League (NFL).

## Carrera
Hizo su debut profesional con el equipo Minnesota Vikings, lleva jugando una temporada, comenzó en el 2023.